# 1894 в Україні

## Пам'ятні дати та ювілеї
- 950 з часу початку походу київського князя Ігора І Рюриковича на Константинополь та укладення Русько-візантійського мирного договору з імператором Романом I Лакапіном у 944 році за яким руським купцям дозволялось безмитно торгувати в Царгороді за зобов'язання захисту візантійських володінь у Криму;
- 925 років з часу початку другого Балканського походу київського князя Святослава у 969 році.
- 875 років з початку правління Ярослава Мудрого, Великого князя Київської  Русі у 1019 році.
- 800 років з часу у 1094 році:
  - захоплення Олегом Святославичем з підтримкою половців Чернігова. Він розплатився зі своїми половецькими союзниками, віддавши їм Тмутороканське князівство, яке надалі в літописах не згадується.
- укладення миру Великим князем київським Святополком II Ізяславичем миру з половцями. Він узяв у дружини дочку Тугоркана, хана половецького;
- 750 років з часу у 1144 році:
  - створення Галицького князівства та перенесення князем Володимирком столиці до Галича. У місті спалахнуло повстання проти його правління, яке Володимирко придушив.
  - створення Галицького (Крилоського) Євангелія — однієї з найдавніших книжних пам'яток Київської Русі;
- 725 років з часу захоплення й розорення Києва об'єднаним військом 12 руських князів, очолюваним Андрієм Боголюбським у 1169 році.
- 700 років з часу переходу київського престолу перейшов до Рюрика Ростиславича після смерті Святослава Всеволодовича у 1194 році.;
- 650 років з часу перемоги Данила Галицького біля Мостищ над військом Ростислава Михайловича, претендента на галицький престол у 1244 році.
- 625 років з часу початку правління князя Володимира Васильковича (сина Василька Романовича, брата Данила Галицького) на Волині у 1269 році.
- 450 років з часу надання Магдебурзького права місту Житомиру у 1444 році.
- 425 років з часу надання Магдебурзького права місту Бібрці у 1469 році.
- 325 років з часу у 1569 році:
  - укладення Люблінської унії;
  - надання Магдебурзького права місту Яворову.
- 300 років з часу у 1594 році:
  - початку повстання під проводом Северина Наливайка;
  - вперше за свою історію Військо Запорозьке стало повноправним учасником міжнародної коаліції, уклавши договір із «Священною лігою» щодо спільної боротьби проти Османської імперії;
  - закладення замку у місті Жовква.
- 275 років з часу у 1619 році:
  - виходу «Граматики» Мелетія Смотрицького — першого повного видання церковнослов'янської  мови в українській редакції;
  - заснування Спасо-Преображенського Мгарського монастиря;
  - укладення Роставицької польсько-козацької угоди, за якою реєстр обмежувався трьома тисячами козаків і встановлювалася заборона їх походів до турецьких володінь;
  - першої відомої постановки українських інтермедій у містечку Кам'янка Струмилова на ярмарку;
  - офіційного визнання короля Луцького братства з наданням привілею на будівництво церкви і притулку;
  - морського походу козаків під рукою Якова Бородавки-Нероди на Тягиню.
- 250 років з часу у 1644 році:
  - Охматівської битви в якій Великий коронний гетьман Станіслав Конєцпольський а також князь Ярема Вишневецький розбили переважаючі сили татар Тугай-бея. Рештки втікачів розбив комісар Війська Запорозького Миколай Зацвіліховський біля річки Синюхи (нині Черкаська область);
- 225 років з часу у 1669 році:
  - поділу України на два гетьманства: на Правобережжі гетьманом під османським протекторатом залишився Петро Дорошенко, на Лівобережжі — гетьманом під московським протекторатом проголошено Дем'яна Многогрішного;
  - укладення новообраним лівобережним гетьманом Дем'яном Многогрішним україно-московської угоди — Глухівських статей (16 березня);
  - проголошення альтернативним гетьманом Правобережжя під польським протекторатом Михайла Ханенка;
  - обрання Кошовим отаманом Січі Лукаша Мартиновича.
- 200 років з часу у 1694 році:
  - обрання Кошовим отаманом Війська Запорізького Івана Шарпила, а потім Петра Приму.
- 175 років з часу у 1719 році:
  - створення Київської губернії у складі Київської, Орловської, Бєлгородської і Свевської провінцій. До Київської провінції входила Гетьманщина[1].
  - заснування на Слобожанщині Глушківської (Путивльської) суконної мануфактури — однієї з перших в Україні фабрик.[2]
- 125 років з часу укладення Григорієм Сковородою збірника «Басні Харьковскія» у 1769 році.
- 100 років з часу у 1794 році:
- селищу Хаджибей указом Катерини II надано статус міста (2 вересня), яке в 1795 р. було перейменовано в Одесу;
- 75 років з часу у 1819 році:
  - прем'єри п'єси Івана Котляревського «Наталка Полтавка» на сцені полтавського театру;
  - організації в Полтаві Василем Лукашевичем Малоросійського таємного товариства;
  - повстання військових поселенців у Чугуєві;
  - закриття в Полтаві масонської ложі «Любов до істини»;
  - заснування Інституту проблем ендокринної патології імені В. Я. Данилевського Національної академії медичних наук України;
- 50 років з часу заснування «Інституту музики» Галицького музичного товариства (нині — Львівська Національна музична академія імені М. В. Лисенка) у 1844 році.

### Видатних особистостей

#### Народились
- 150 років з дня народження у 1744 році Данила Самійловича Самойловича (Сушковського), український медик, засновник епідеміологічної служби в Росії, фундатор першого в Україні наукового медичного товариства;
- 125 років з дня народження у 1769 році Івана Петровича Котляревського (1769—1838), письменника, поета, драматурга, громадського діяча, основоположника сучасної української літератури;
- 75 років з дня народження у 1819 році:
  - Пантелеймона Олександровича Куліша (1819—1897), українського письменника, фольклориста, етнографа, мовознавця, перекладача, критика, редактора та видавця.
  - Григорія Павловича Ґалаґана (1819—1888), громадського діяча, мецената, великий поміщик на Полтавщині і Чернігівщині, представник відомого старшинсько-дворянського роду Ґалаґанів;
  - Ніколи Артемовича Терещенка, українського підприємця та благодійника, старшого сина засновника династії Терещенків Артемія Яковича Терещенка, почесного громадянина міста Києва.
- 50 років з дня народження у 1844 році:
  - Миколи Івановича Мурашка, український художник і педагог;
  - Іллі Юхимовичі Рєпіні, український художник;
- 25 років з дня народження у 1869 році:
  - Івана Труша (1869—1941), художника, мистецтвознавця, видавця;
  - Олени Кисілевської (1869—1956), громадської та політичної діячки, письменниці, перекладачки, активістки жіночого руху в Західній Україні;
  - Федора Матушевського (1869—1919), публіциста, дипломата, громадського та політичного діяча;
  - Мирона Омеляновича Тарнавського, українського полководця, генерал-четара УГА та її Начального вождя (команданта, головнокомандувача).
  - Федора Прохоровича Левитського (Левицького), український оперний і камерний співак (бас), музичний критик, педагог.
  - Михайла Петровича Косача (псевдонім Михайло Обачний), український вчений-метеоролог та письменник, брат Лесі Українки і Ольги Косач-Кривинюк, автор ряду оповідань, друкованих в періодиці.
  - Климентія Шептицького (1869—1951), церковного та громадського діяча, політв'язня радянського режиму;
  - Олександра Ющенка (1869—1936) вченого, психіатра, педагога, громадського діяча, дійсного члена АН УРСР.

#### Померли
- 400 років з дня смерті у 1494 році:
  - Юрія Михайловича Донат-Котермака, український філософ, астроном, уродженець міста Дрогобич, в 1481—1482 роках ректор Болоньського університету, в 1487—1494 роках професор Ягеллонського університету в Кракові, викладач Миколи Коперника;
- 200 років з дня смерті у 1694 році:
  - Юрія-Франца Кульчицького, запорізький військовий, герой оборони Відня (1683); увійшов в історію також як засновник однієї з перших у Відні кав'ярні (1686).
- 125 років з дня смерті у 1769 році:
  - Максима Ієвлевича Залізняка, козацький гетьман, керівник гайдамацького повстання (1768–69 рр.), відомого під назвою Коліївщина.
- 100 років з дня смерті у 1794 році:
  - Григорія Савича Сковороди, найвидатніший український просвітитель-гуманіст, філософ, поет, педагог.

## Події
- проведення Галицької Крайової виставки у Львові (червень — жовтень);
- проведення першого документально зафіксованого футбольного матчу в Україні — Львів-Краків (1:0) у Львові (14 липня).

## Особи

### Народились
- Дмитро Іванович Чижевський, український учений-енциклопедист, культуролог, філософ, дослідник української і слов'янської літератур;
- Микита Сергійович Хрущов, радянський державний і політичний діяч, секретар ЦК КП(б) України (1947—1949 рр.), голова Ради народних комісарів України (1944-49 рр.), перший секретар ЦК КПРС (1953—1964 рр.), голова Ради міністрів СРСР (1958—1964 рр.).
- Євген Дометійович Онацький, провідний діяч Організації Українських Націоналістів, громадський діяч, журналіст і науковець;
- Олександр Петрович Довженко, український кінорежисер, письменник («Зачарована десна», «Повість полум'яних літ»), художник, класик світового кінематографу («Мічурін», «Щорс», «Аероград», «Земля», «Арсенал», «Звенигора», «Поема про море»);
- Павло Семенович Рибалко, радянський військовий діяч, маршал бронетанкових військ, двічі герой Радянського Союзу;
- Костянтин Олександрович Копержинський, український літературознавець, історик української літератури і театру, фольклорист, етнограф, бібліограф.

### Померли
- Микола Миколайович Ґе, український художник («Тайна вечеря», «Петро I допитує царевича Олексія Петровича в Петергофі»);
- Данило Якович Крижанівський, український педагог, композитор, автор музики до пісні «Реве та стогне Дніпр широкий»;
- Михайло Васильович Подолинський, український галицький громадський діяч, журналіст, літературний критик, перекладач і педагог;
- Федір Артемійович Терещенко, український підприємець, меценат, колекціонер, почесний громадянин міста Києва. Похований у родовій погребельні сім'ї Терещенків у нижньому ярусі Трьох-Анастасіївської церкви у Глухові;
- Юзеф-Аполінарій Роллє, вчений, лікар-психіатор, історик, письменник, активний громадський діяч, один з перших краєзнавців Поділля, автор близько 20 томів історичних праць та 80 з медицини. Похований на Камянецькому цвинтарі

## Засновані, створені
- відкриття електричного трамваю у Львові.